# Shimen (sockenhuvudort i Kina, Jiangxi Sheng, lat 27,78, long 116,66)
Shimen är en sockenhuvudort i Kina. Den ligger i provinsen Jiangxi, i den sydöstra delen av landet, omkring 130 kilometer sydost om provinshuvudstaden Nanchang. Antalet invånare är 13 973. Befolkningen består av 6 622 kvinnor och 7 351 män. Barn under 15 år utgör 23,0 %, vuxna 15-64 år 69 %, och äldre över 65 år 6,0 %.
Runt Shimen är det ganska tätbefolkat, med 179 invånare per kvadratkilometer. Närmaste större samhälle är Langju, 10,2 km norr om Shimen. I omgivningarna runt Shimen växer i huvudsak blandskog.
Genomsnittlig årsnederbörd är 2 563 millimeter. Den regnigaste månaden är juni, med i genomsnitt 466 mm nederbörd, och den torraste är oktober, med 21 mm nederbörd.